# 達拉拉

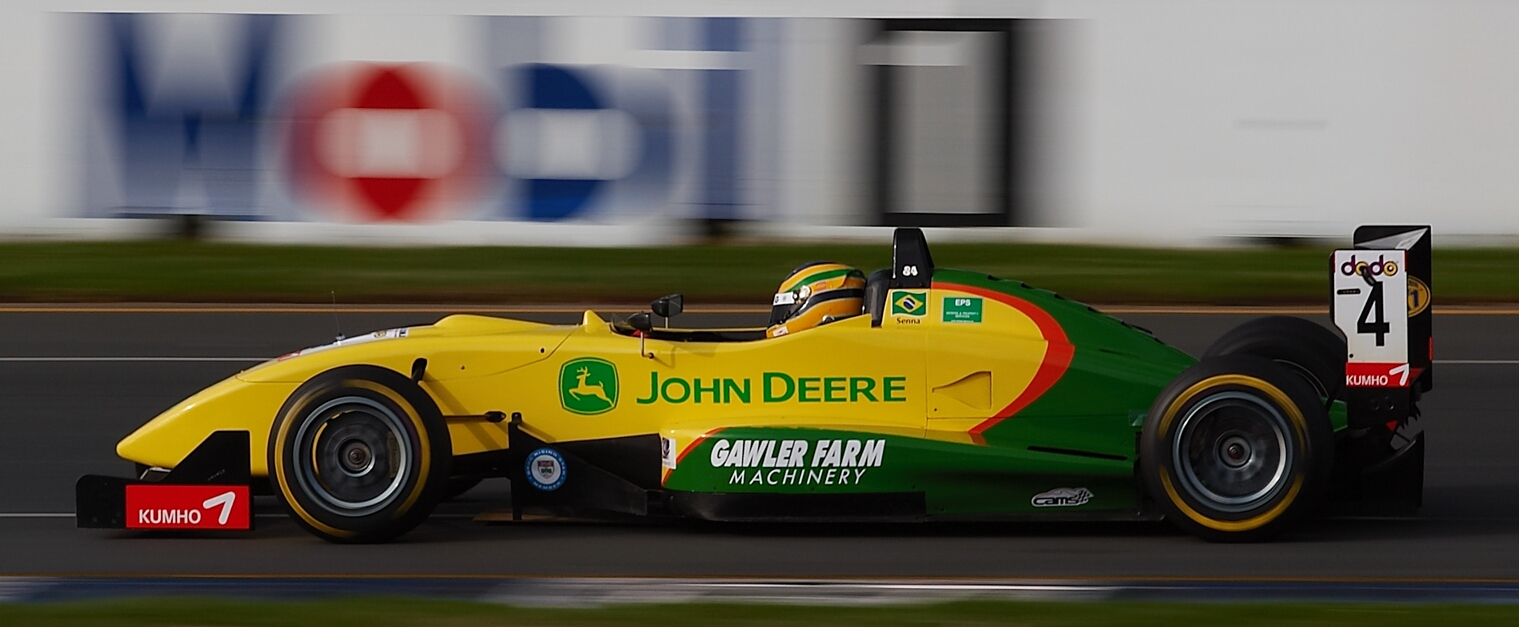
布魯諾·冼拿在2006年澳大利亞大獎賽三級方程式贊助賽期間，駕駛著達拉拉F304賽車

達拉拉汽車（義大利語：Dallara Automobili）是一家義大利賽車製造商，由現任主席Giampaolo Dallara創立，為各地賽車系列賽供應賽車。
達拉拉現為印第賽車系列賽、Indy NXT、FIA二級方程式錦標賽、FIA三級方程式錦標賽和超級方程式錦標賽的獨家賽車製造商，亦是FIA世界耐力錦標賽及IMSA跑車錦標賽中原型車組別（LMDh和LMP2）的製造商之一。車廠亦有為哈斯F1車隊設計底盤。

## 印第賽車
達拉拉於1997年起成為印第賽車系列賽的底盤製造商之一，更於2007年起成為底盤的唯一供應商。
車廠於2012年在斯皮德韦開設工程中心，專門生產與組裝印第賽車。建築內還設有娛樂中心，供遊客學習製造一輛賽車的過程。

### 第四代（DW12）
2012年起，達拉拉為賽事提供稱為「印第賽車安全單元」的硬殼及懸掛部件，車身部分和空氣動力部件則由其他廠商提供。2012至2014年間賽事因成本問題採用了達拉拉統一供應的「空氣動力套裝」。2015至2017年間曾開放兩引擎供應商本田和雪佛蘭各自提供「空氣動力套裝」。2018年起再改由達拉拉統一提供第三代「空氣動力套裝」。
2011年10月18日，達拉拉確認賽車將命名為DW12，以紀念在拉斯維加斯賽事中意外逝世的車手丹·威尔顿。
规格（2024賽季規格）
- 发动机： 2.2 L（134 cu in） 雙涡轮增压V6
- 变速箱: 6 速换档拨片变速箱
- 重量： 1,675磅（760）（公路賽道規格）；1,665磅（755）（短橢圓賽道規格）；1,630磅（739）（Superspeedway規格）
- 输出功率： 675 hp（503 kW）（公路賽道／短橢圓賽道規格）；625 hp（466 kW）（Superspeedway規格）
- 燃料: 壳牌石油100%可再生E85汽油
- 长度： 201.7英寸（5,123 mm）
- 宽度： 75.5英寸（1,918 mm）
- 轴距： 76.3英寸（1,938 mm）
- 轮胎： 凡士通Firehawk光頭胎和雨胎

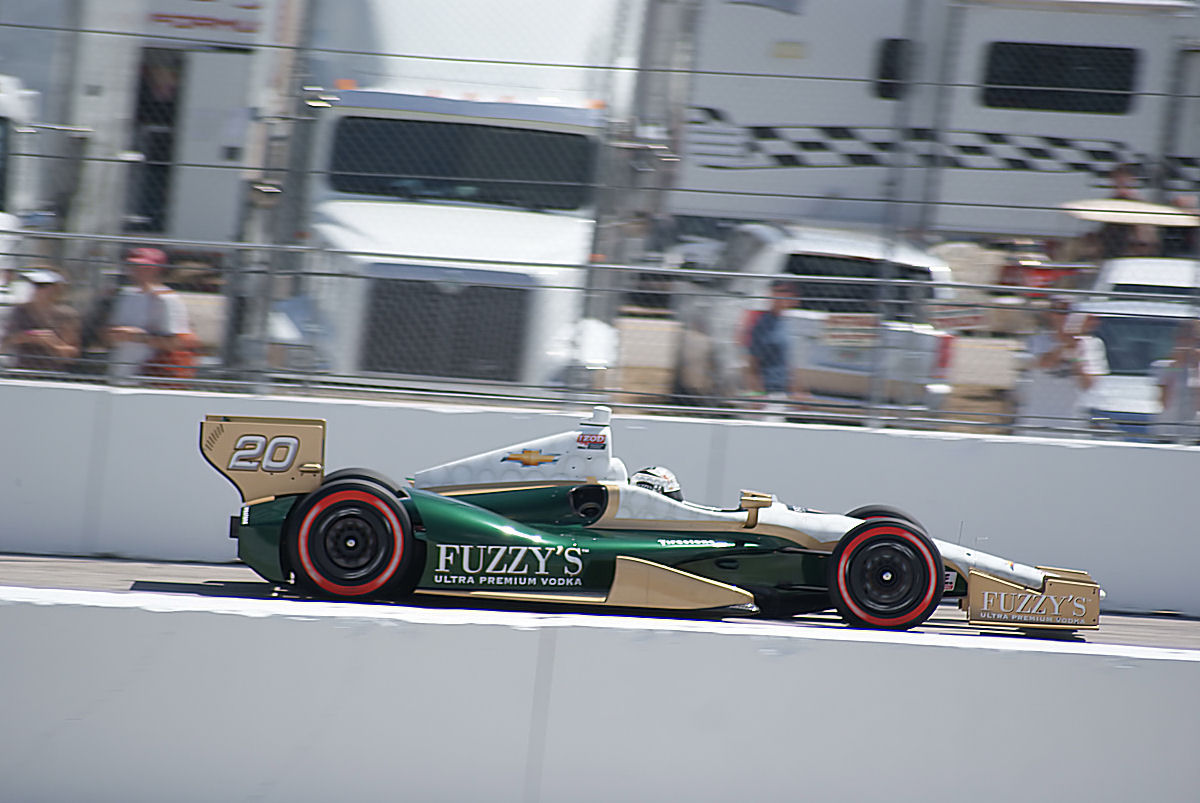
裝上第一代統一空氣動力套裝的DW12賽車
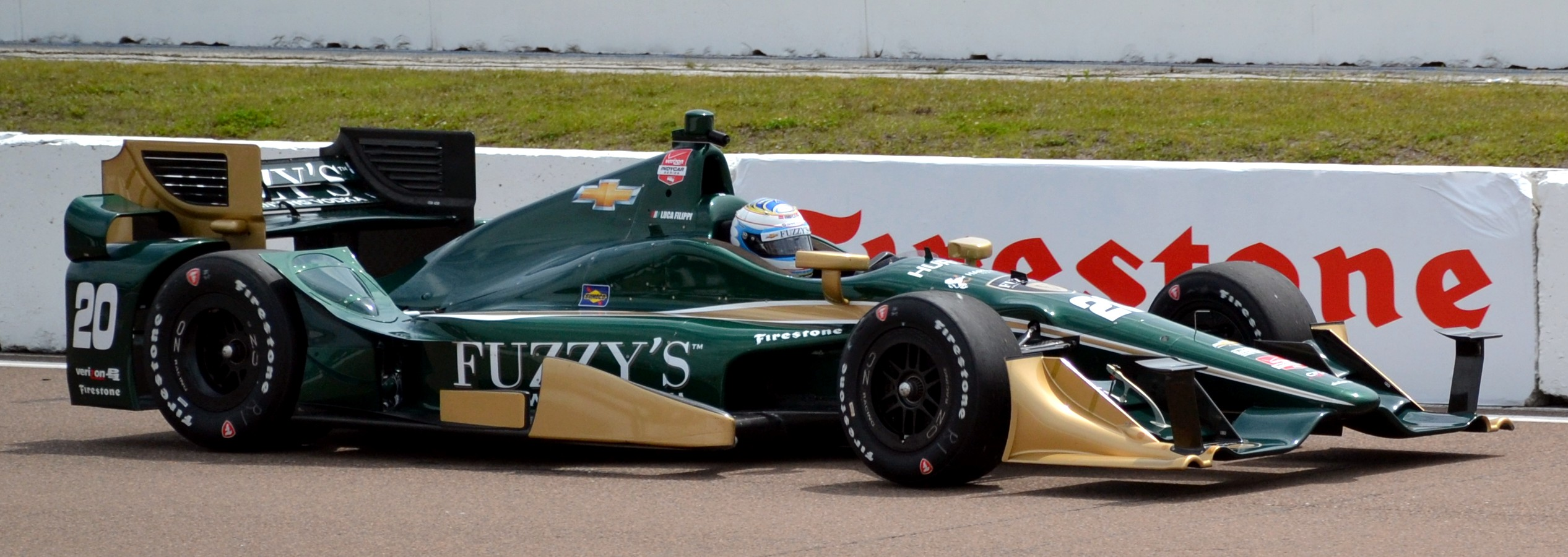
裝上雪佛蘭空氣動力套裝的DW12賽車
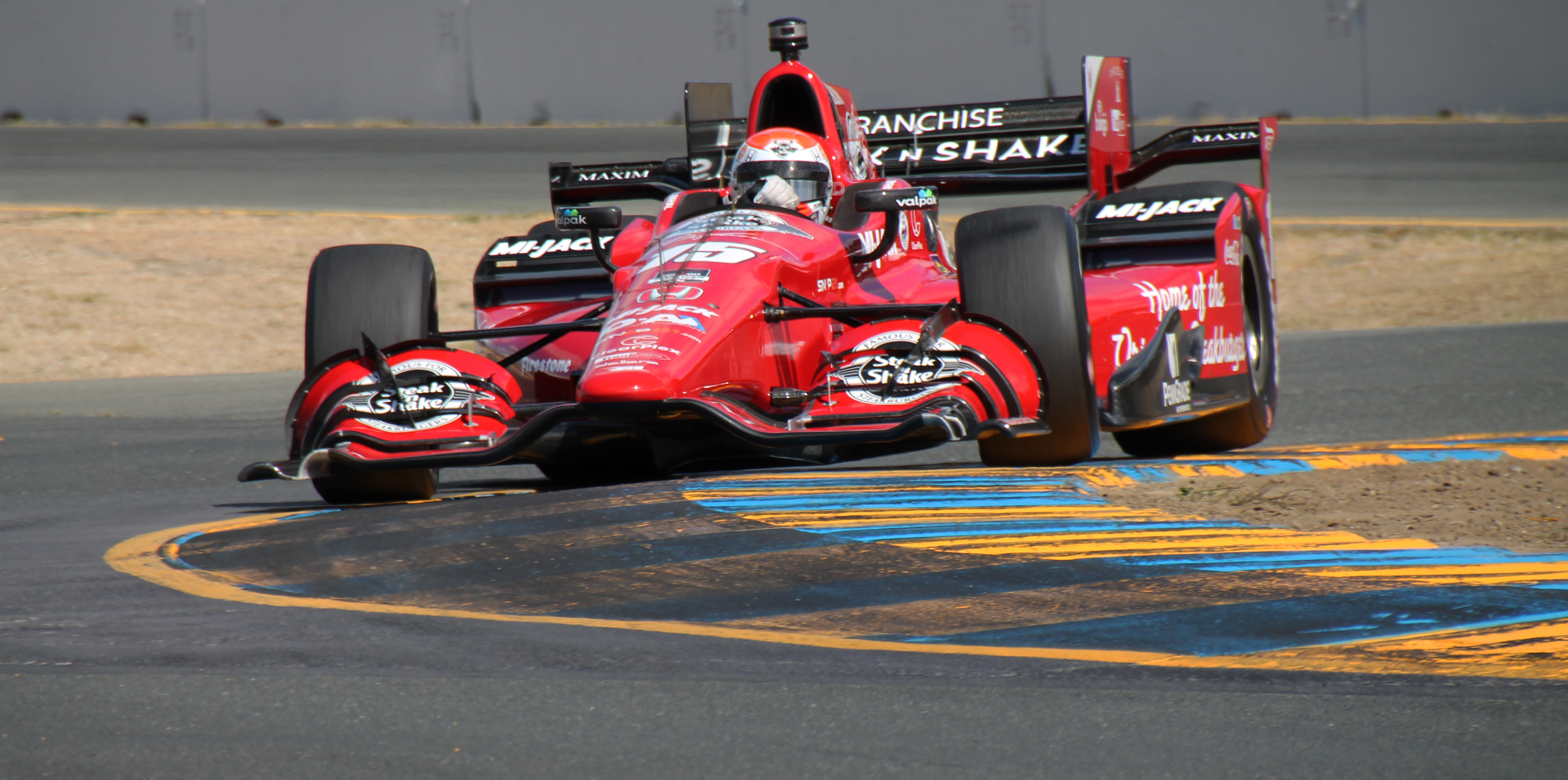
裝上本田空氣動力套裝的DW12賽車
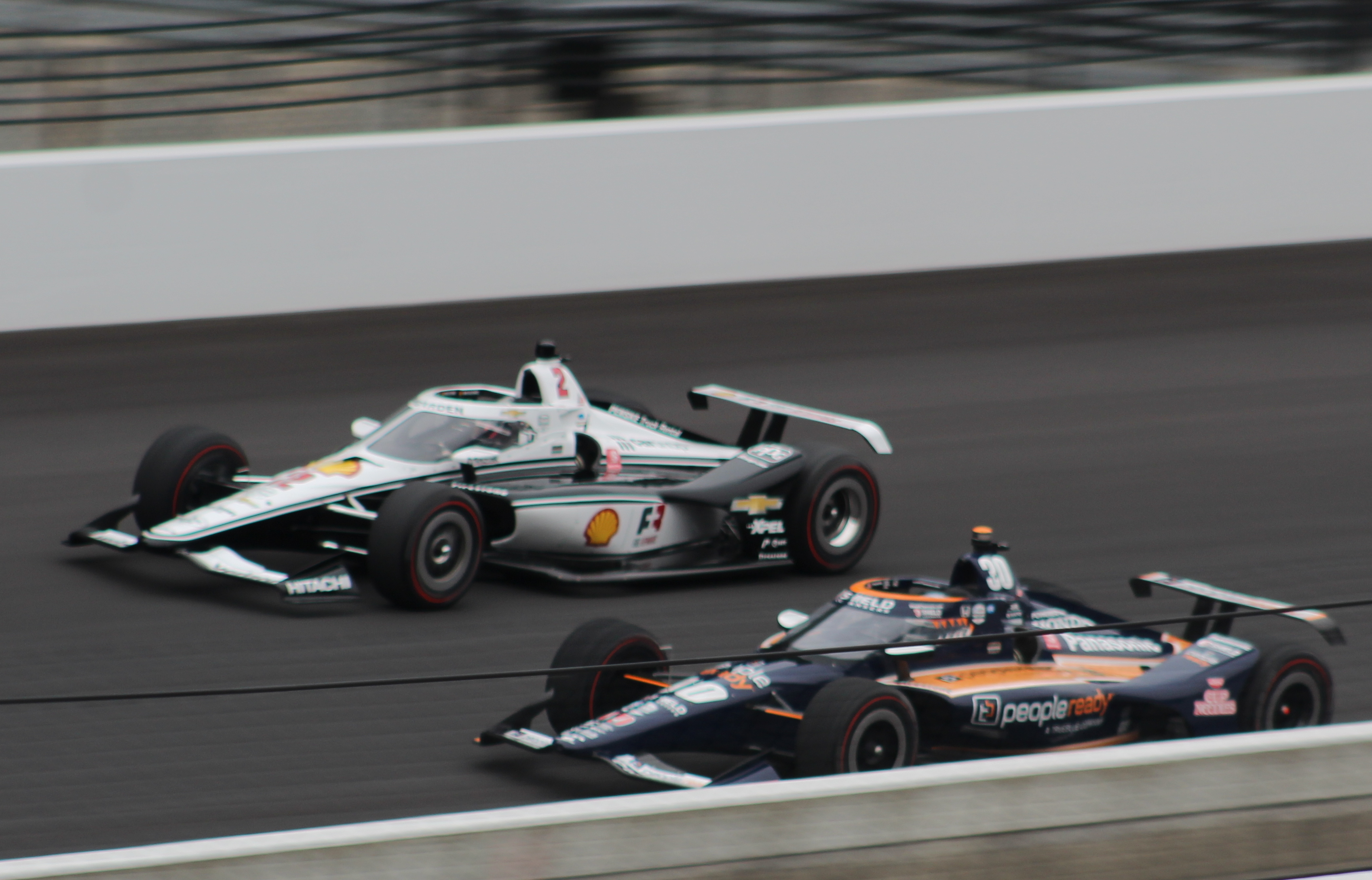
裝上第三代統一空氣動力套裝及Aeroscreen的DW12賽車

## 外部連結
- Official Dallara website （页面存档备份，存于） （英文）
- Dallara's Profile on Historic Racing
- History of Dallara in Formula 3 （页面存档备份，存于）